# مرا از دست دادی
«مرا از دست دادی» تک‌آهنگی از آلبوم بایانیک اثر خواننده و ترانه‌سرا آمریکایی کریستینا آگیلرا است. 